# Antaresia stimsoni
Antaresia stimsoni — вид змій родини пітонових (Pythonidae). Ендемік Австралії. Один із 4(5) видів роду. Вид занесений до Вашингтонської конвенції (CITES). Описано 2 підвиди.

## Етимологія
Назва на інших мовах: Stimson's Python, Large-blotched Python (англ.; дослівно «пітон Стімсона», «великоплямистий пітон»).

## Опис
Невеликий пітон. Загальна [[довжина коливається від 70 см до 1 м. Тулуб масивний, м'язистий. Голова дещо пласка, широка. На тулубі є 39—45 рядків луски. 
Забарвлення більш-менш однотонне, коричнево-буре, з невеликими округлими темними плямами. Колір й розмір плям можуть помітно коливатися. 

## Поширення

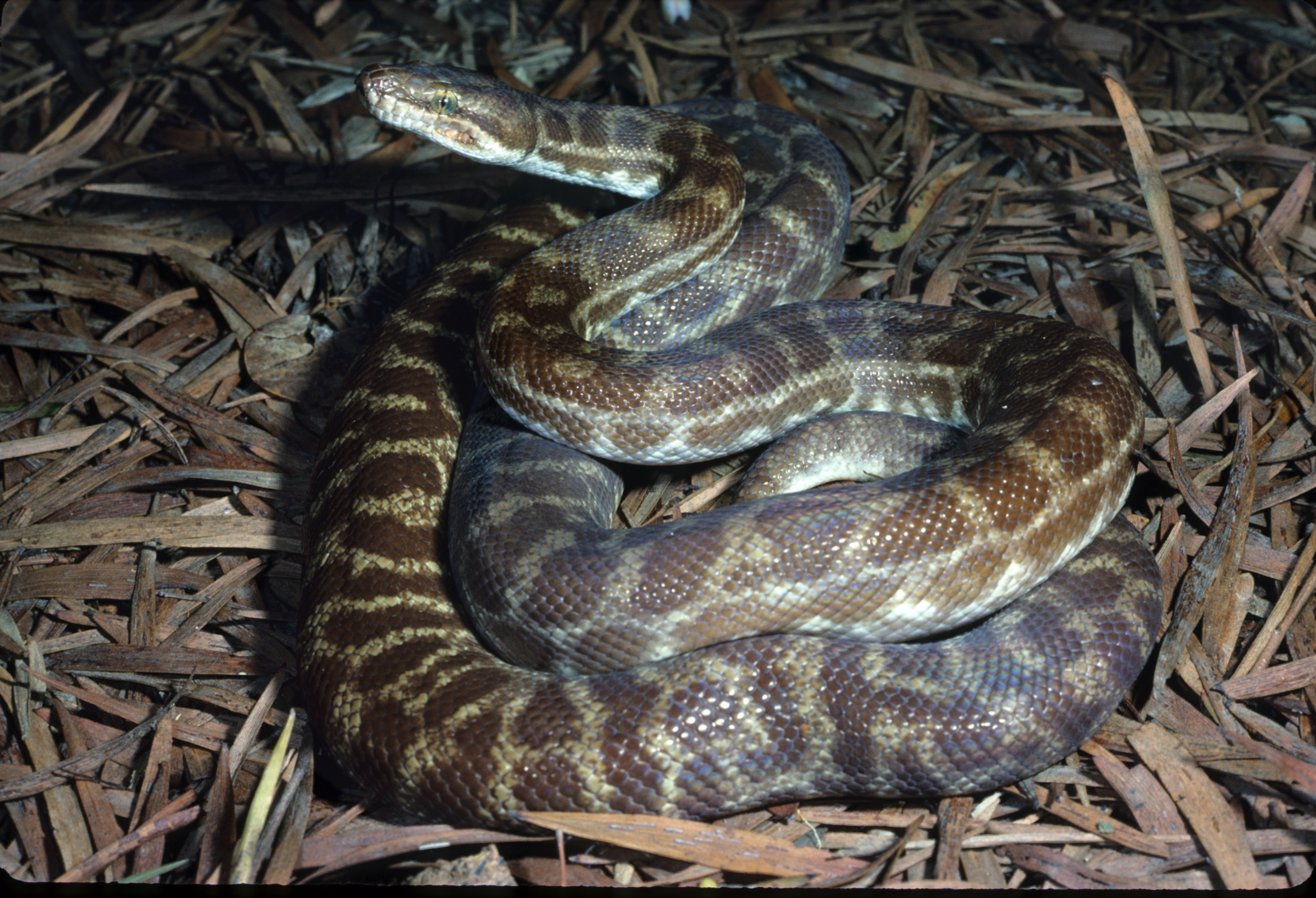
Antaresia stimsoni

Ендемік Австралії. Поширений у штатах Західна Австралія, Новому Південному Уельсі, Північні території, Квінсленд, Південна Австралія.

## Особливості біології
Населяє різноманітні біотопи від прибережних вологих лісів до центральних пустель. Активний переважно вночі. 
Пітон Стімсона належить до яйцекладних змій. Самиця відкладає 7—9 яєць і висиджує їх згорнувшись кільцями навколо кладки близько 60 днів. Новонароджені мають довжину до 25 см.
Дорослі пітони живляться переважно гризунами та іншими дрібними хребетними, молоді — сцинками та іншими ящірками.

## Охорона
Стан більшості природних популяцій виду в межах ареалу залишається більш-менш стабільним. Саме тому він, згідно Червоного списку МСОП, отримав охоронний статус «відносно благополучний вид». Пітон Стімсона переважно страждає від неконтрольованої торгівлі домашніми тваринами. Цей вид вважається вразливим у Новому Південному Уельсі. Тому він занесений до Додатку ІІ Вашингтонської конвенції (CITES). Пітон трапляється на багатьох природно-заповідних територіях.

## Практичне значення
Цей вид пітонів успішно розводиться в неволі та є традиційним об'єктом міжнародній торгівлі домашніми тваринами. Його можна тримати як домашнього улюбленця в деяких штатах Австралії за наявності відповідних ліцензій. Це одна з найпопулярніших змій в австралійській торгівлі домашніми тваринами.

## Систематика
Один із 4(5) видів роду Antaresia.
Описано 2 підвиди:
- Antaresia stimsoni stimsoni (англ.: Western Blotched Python);
- Antaresia stimsoni orientalis (англ.: Eastern Blotched Python).